# Лобов Олексій Ігорович
Олексі́й І́горович Ло́бов (нар. 16 серпня 1997) — український футболіст, захисник киргизстанського клубу «Дордой».

## Життєпис
Олексій є вихованцем молодіжної академії алчевської «Сталі», в складі якої до 2014 року виступав у ДЮФЛУ. У 2013 році, паралельно з виступами ДЮФЛУ, залучався до складу аматорського фарм-клубу алчевців, «Сталі-2», яка виступала в чемпіонаті Луганської області.
У 2015—2016 роках виступав у «чемпіонаті ЛНР». Зокрема, в 2016 році захищав кольори «клубу народної міліції ЛНР» ЦСКА НМ (Перевальський район).
Під час зимової перерви сезону 2016/17 років перейшов до складу першолігового краматорського «Авангарда». Дебютував у складі нової команди 2 квітня 2017 року в переможному (1:0) виїзному поєдинку 23-го туру проти ФК «Тернополь». Олексій вийшов на поле на 8-й хвилині, замінивши Романа Мірошника. Дебютним голом у складі краматорського колективу відзначився 3 вересня 2017 року на 90+4-й хвилині переможного (6:2) домашнього поєдинку 10-го туру першої ліги проти одеської «Жемчужини». Лобов вийшов на поле на 82-й хвилині, замінивши Романа Мірошника.
У серпні 2020 року після завершення контракту з «Авангардом» як вільний агент підписав контракт з ковалівським «Колосом» і був відданий в оренду до житомирського «Полісся». Після того, як фанати клубу встановили його участь в «чемпіонаті ЛНР», через їх протести 2 вересня 2020 року залишив клуб. Коментуючи цю ситуацію, Лобов сказав, що, виступаючи за «Центральний спортивний клуб армії народної міліції», він «й подумати не міг, що футбол буде настільки переплетений з політикою», «не підозрював, що для когось це може бути образливо», і ми «маємо перестати ділити людей на бандерівців і ватників».
Після цього гравець повернувся до «Авангарда» та вдруге покинув клуб на початку 2021 року.
5 січня 2021 року підписав півторарічний контракт з київською «Оболонню».
З липня 2022 року по січень 2023 року грав за болгарський клуб «Хебир» з Пазарджика.
З 16 січня 2023 року грає за ФК «Дордой» з Киргизстану.